# پینوکیو (فیلم ۲۰۱۹)
پینوکیو (به انگلیسی: Pinocchio) یک فیلم سینمایی ایتالیایی در ژانر فانتزی محصول سال ۲۰۱۹ میلادی به نویسندگی و کارگردانی ماتئو گارونه بر اساس کتاب ماجراهای پینوکیو (۱۸۸۳) است که توسط نویسنده ایتالیایی کارلو کلودی نوشته شده‌است.

## تولید
فیلمبرداری در تاریخ ۱۸ مارس ۲۰۱۹ به مدت ۱۱ هفته در توسکانی، در لاتزیو و آپولیا انجام شد.
این فیلم به‌طور گسترده در سینما در تاریخ ۱۹ دسامبر ۲۰۱۹ در ایتالیا اکران شد.

## بازاریابی
در تاریخ ۲۹ مارس ۲۰۱۹، اولین تصویر تبلیغاتی منتشر شد.